# Dušan Moravčík
Dušan Moravčík (* 27. Mai 1948 in Bánov, Slowakei) ist ein ehemaliger tschechischer Hindernisläufer, der für die Tschechoslowakei startete.
Bei den Europameisterschaften 1971 in Helsinki gewann Moravčík Silber. 1972 wurde er Fünfter bei den Olympischen Spielen in München und 1974 Zehnter bei den Europameisterschaften in Rom. Bei den Olympischen Spielen 1976 in Montreal und den Europameisterschaften 1978 in Prag schied er im Vorlauf aus. 1980 kam er bei den Olympischen Spielen in Moskau auf den zehnten Platz.
Dreimal wurde er Tschechoslowakischer Meister (1971, 1976, 1980). Am 17. September 1972 stellte er in Prag mit 8:23,8 min den aktuellen tschechischen Rekord auf.